# مثلوثة
المثلوثه أو البادية اكلة شعبية، من أشهر الأطباق المتعارف عليها في منطقة نجد، تقدم في المناسبات، المثلوثة مكونة من ثلاث وصفات مختلفة، الأرز والقرصان والجريش.

## التسمية
سميت بهذا الاسم لأنها مكونة من ثلاث طبقات، أو ثلاث طبخات، كما يلي:
- الطبقة الأولى: جريش، وهو قمحٌ مطحونٌ يُطبخ بالماء، وقد يضاف إليه اللبن.
- الطبقة الثانية: قرصان، وهو أقراص من الخبز الرقيق، مغموسة بمرق اللحم أو الخضار.
- الطبقة الثالثة: طبقة الرز، وهي الطبقة العلوية. رز عادي، يتم طبخه ويضاف إليه الدجاج أو اللحم.

## مكونات المثلوثة
اللحم والجريش والأرز وخضروات (فلفل أخضر وأحمر، جزر، فاصولياء، قرع أصفر، كوسى، طماطم، ثوم، بصل أخضر) وبهارات (هيل، قرفة، فلفل أسود، قرنفل، ليمون أسود جاف، ورق غار، كزبرة، كركم، كمون، ملح، ملح ليمون) وزبادي وزبدة وعجينة الرقائق.

## فوائد المثلوثة وأضرارها
تحتوي المثلوثة على الكثير من الفوائد، كونها تحتوي على الحبوب الكاملة والخضروات، إلا أنها عالية الدهون، وكثيرة الملح، وعالية السعرات الحرارية، ما يؤدي الى أمراض القلب والسمنة.

## طريقة التحضير
يتم تحضير المثلوثة بالخطوات التالية:
1. لعمل الجريش: نخلط الجريش مع الأرز المصري، ويغسل وينقع ويترك جانبًا.
2. نضع في قدر على النار الزيت، ونحمر البصل إلى أن يكتسب اللون الذهبي، نضيف عليه الجريش بعد تصفيته، ونضع البهارات (الفلفل الأسود، والكمون، عجينة موتو، ملح ليمون، قرفة، بديل ماجي).
3. وفي الخلاط نضع الحليب واللبن، وأخيرًا نضيف حبتين من الفلفل، ثم نضيف الماء على الجريش، ويقلب، يترك على النار مدة ربع ساعة، ثم يغطى بورق الألومنيوم، ويوضع في الفرن مدة 3 ساعات.
4. لعمل القرصان: في قدر على نار نضع الزيت والبصل، ونضيف بهارات كاملة مشكلة (هيل – قرفة – فلفل أسود –قرنفل – ليمون أسود – ورق غار)، ثم نضيف اللحم إلى أن تحمر، ونضيف الثوم، مع إضافة البهارات الناعمة (كمون، كزبرة ناشفة، بهارات مشكلة، كمون) ومعجون الطماطم، وطماطم المخلوط، ومرقة ماجي وبديل مرقة الدجاج، وأخيرًا نضيف الماء المغلي، ويُغطّى ويُترك مدة ساعة على النار، ومن ثم نضيف عليه القرع والكوسا والفاصوليا والفلفل، ويترك إلى أن ينضج الخضار.
5. لعمل الأرز: نُحمّر البصل مع الزيت، ونضيف البهارات الصحيحة، ونضيف الدجاج وبقية كمية اللحمة، ونضيف بديل ماجي، وتُغمر بالماء، ونضيف فلفل الرومي، نغطي القدر ويُترك مدة ساعة إلى ساعتين، بعدها نرفع الدجاج، ويحمر بالفرن، ويترك اللحم حتى ينضج.
6. يرفع اللحم والدجاج، يدهن بمعجون طماطم وبهارات المشكلة، ويدخل الفرن ليحمر ويصفى المرق ويوضع عليه الأرز ويُترك إلى أن ينضج.
7. لعمل كشنة الجريش والقرصان: نضع السمنة والزبدة، نضيف البصل، بعد أن يذبل نضيف معجون طماطم، هيل ناعم، ليمون الأسود ناعم، كمون، كركم، فلفل أحمر حار، ملح، ونقسم الخليط إلى قسمين: قسم للقرصان نضيف عليه البصل الأخضر المفروم ويترك إلى أن يذبل، والقسم الآخر يترك كما هو للجريش.
8. لتشريب القرصان، يوضع في وعاء كبير عجين القرصان، وملعقتان من مرق القرصان، وملعقة من كشنة القرصان، وهكذا إلى أن تنتهي الكمية، ويصبح القرصان جاهز.
9. نبدأ بتقديم المثلوثة "البادية" في الوعاء الخاص بالتقديم، ونضع كشنة الجريش في قاع الصحن ونفرشها، وبعدها نضع ثلاثة أرباع كمية الجريش، ونضع الكمية المتبقية من الكشنة، ومن ثم نضع طبقة القرصان، وأخيرًا طبقة الأرز واللحم والدجاج المحمرة، وتزين باللوز والفلفل.